# Estación de Parets
Parets (oficialmente y en catalán Parets del Vallès) es una estación ferroviaria situada en el municipio español homónimo, en la provincia de Barcelona, comunidad autónoma de Cataluña.

## Situación ferroviaria
Se encuentra en el pk. 20,2 de la línea férrea de ancho ibérico que une Barcelona con Ripoll a 87 metros de altitud. El tramo es de vía única y está electrificado.
Hay un proyecto de desdoblamiento a partir de esta estación hasta La Garriga que permitirá aumentar el servicio ferroviario en dicho tramo.

## Servicios ferroviarios

### Cercanías
Forma parte de la línea R3 de Cercanías Barcelona operada por Renfe.
| << cabecera                                                                    | < estación        | línea | estación >            | cabecera >>                                                                             |
| ------------------------------------------------------------------------------ | ----------------- | ----- | --------------------- | --------------------------------------------------------------------------------------- |
| Rodalies de Catalunya de Renfe                                                 |                   |       |                       |                                                                                         |
| Hospitalet                                                                     | Mollet-Santa Rosa |       | Granollers-Canovellas | Granollers-Canovellas La Garriga Vich Ripoll Ribas de Freser Puigcerdá1 Latour de Carol |
| 1. Hay un servicio origen/destino Puigcerdá que no tiene parada en la estación |                   |       |                       |                                                                                         |